# Свети Никола (Пожаране)
Вижте пояснителната страница за други значения на Свети Никола.
„Свети Никола“ (на македонска литературна норма: „Свети Никола“) е късновъзрожденска църква в положкото село Пожаране, Северна Македония, част от Тетовско-Гостиварската епархия на Македонската православна църква – Охридска архиепископия.
Църквата е гробищен храм и е изградена в 1912 година на хълм сред всички махали на селото върху основите на по-стар и по-малък храм. По-късно няколко пъти е обновявана. Представлява кръстокуполен храм, който повтаря архитектурата на гостиварската църква „Света Богородица“ и затова се предполага, че двете църкви са дело на едни и същи майстори. Иконостасът на храма е с плитка резба, а стените във вътрешността са частично изписани.